# 6581 Sobers
6581 Sobers este un asteroid din centura principală, descoperit pe 22 septembrie 1981, de Antonín Mrkos.